# علیرضا قوامی
علیرضا قوامی (۱۳۲۹ - ۱۹ تیر ۱۴۰۱ در تهران) بازیگر و ورزشکار تکواندو اهل ایران بود.

## بخشی از فیلمشناسی

### سینمایی
- سناتور (۱۳۶۲)
- شادی‌های زندگی (۱۳۵۵)
- میهمان (فیلم ۱۳۵۵) (۱۳۵۵)
- پاشنه طلا (۱۳۵۴)
- زنبورک (فیلم) (۱۳۵۴)
- صمد خوشبخت می‌شود (۱۳۵۴)
- مادر دوستت دارم (۱۳۵۴)
- تشنه‌ها (۱۳۵۳)
- جوانمرد (۱۳۵۳)
- صمد آرتیست می‌شود (۱۳۵۳)
- مسلخ (۱۳۵۳ فقط دستیار کارگردان)
- تنگسیر (۱۳۵۲)
- صمد به مدرسه می‌رود (۱۳۵۲)

## تلویزیونی
- ساقی‌نامه ۱
- ساقی‌نامه ۲
- مأمور ما صمد در بالاتر از خطر
- آیینه خانه (۱۳۹۵ برنامه تلویزیونی فقط مجری)